# Tecpa
Tecpa är en ort i Mexiko.   Den ligger i kommunen Tepetzintla och delstaten Puebla, i den sydöstra delen av landet, 150 km öster om huvudstaden Mexico City. Tecpa ligger 1 768 meter över havet och antalet invånare är 140.
Terrängen runt Tecpa är bergig åt sydost, men åt nordväst är den kuperad. Runt Tecpa är det ganska tätbefolkat, med 199 invånare per kvadratkilometer. Närmaste större samhälle är Zacatlán, 14,3 km väster om Tecpa. I omgivningarna runt Tecpa växer i huvudsak städsegrön lövskog.